# Crossosoma mauriesi
Crossosoma mauriesi är en mångfotingart som beskrevs av Pius Strasser 1970. Crossosoma mauriesi ingår i släktet Crossosoma och familjen knöldubbelfotingar. Inga underarter finns listade i Catalogue of Life.